# Oxyopes altifrons
Oxyopes altifrons là một loài nhện trong họ Oxyopidae.
Loài này thuộc chi Oxyopes. Oxyopes altifrons được Cândido Firmino de Mello-Leitão miêu tả năm 1941.